# Ganita
Gaṇita (en sanskrit गणित, neutre et toujours au singulier) signifie aujourd'hui mathématiques, et auparavant, le fait de calculer ou de compter, ainsi que la composante calculatoire
de l'astronomie et l'astrologie indienne (jyotiṣa),.

## Usage et évolution du terme
Les textes spécifiques sur les mathématiques existent à l'époque védiques, mais on n'y trouve pas le terme de gaṇita.
Les termes de gaṇaka ou samkhyayaka sont utilisés pour désigner les calculateurs (gaṇaka et gaṇita possèdent la racine commune gana qui signifie compter).
Après l'époque védique et jusqu'au VIIe siècle, les textes traitant des mathématiques sont des chapitres ou des extraits de textes sur les sciences astrales (jyotiḥśāstra). Le terme gaṇita désigne alors la composante calculatoire de cette discipline, par opposition aux composantes géométriques par exemple.
Ainsi le deuxième chapitre (pāda) du traité d'astronomie Āryabhaṭīya, écrit au Ve siècle par Âryabhata, est consacré à gaṇita (Ganitapāda).
De même l'astrologue Varahamihira divise l'astrologie en trois branches : gaṇita (mathématiques et astronomie mathématique), horā (astrologie horoscopique) et saṃhitā (astrologie naturelle ou divine).
À partir du VIIe siècle, les mathématiques prennent leurs indépendance de l'astrologie/astronomie.

## Définitions et caractéristiques
Les historiens des sciences (voir bibliographie) s'intéressent dans les textes sources qui nous sont parvenus à trouver ce qui caractérise gaṇita et comment il se détache de jyotiṣa pour désigner l'ensemble des mathématiques, ou, comment sont nées les mathématiques fondamentales en Inde.
Ces textes sont de deux types : les traités (śāstra (en) et sūtra) et les commentaires (bhāṣya (en) et vyākhya).
Selon des chercheurs comme Agathe Keller, J. Bronkhorst (en) ou Kim Plofker, l'importance d'un traité peut se mesurer à son nombre de commentaires qui permettent aussi la compréhension des traités souvent versifiés et donc incompréhensibles.

### Sources célèbres
- L'Āryabhaṭīya et ses commentaires :
  - de Bhāskara I
  - Brāhmasphuṭasiddhānta de Brahmagupta
- Manuscrit de Bakhshali
- Ganita-sara-sangraha de Mahāvīra
- Siddhānta Shiromani (en) de Bhāskara II et notamment ses chapitres :
  - Lilāvati (en)
  - Bijaganita (en)

### Définitions de Bhāskara I
Agathe Keller rapporte cinq définitions de gaṇita que Bhāskara donne dans son commentaire, qui peut donc désigner :
- les sujets abordés dans Gaṇitapāda
- plus que les sujets abordés dans Gaṇitapāda
- l'ensemble du traité Āryabhaṭīya
- ce qui traite des quantités et des figures géométriques
- ou encore « gaṇita est un ensemble de procédures caractérisées par la manière dont elles transforment les objets qu'elles manipulent (accroissement ; décroissement) »

[à développer]

### Définition de Mahāvīra
Pour Mahāvīra, gaṇita s'applique à toutes les disciplines qui ont des besoins de quantification, cela va du rite religieux à la sexologie, en passant par la grammaire et l'astronomie.
[à développer]

## Champs disciplinaire
Bhāskara II fait des distinctions entre les différents champs mathématiques qui constituent gaṇita[réf. nécessaire] :
- Patigaṇita : arithmétique
- Bijagaṇita : algèbre
- trigonométrie

En revanche gola (étude des sphères) ne fait pas partie de gaṇita, et possède, par exemple, un chapitre spécifique dans l'Aryabhatiya,.

## Pour aller plus loin

### Quelques mathématiciens
- Aryabhata
- Brahmagupta
- Bhāskara I
- Bhāskara II
- Varahamihira
- Sridhara (en)
- Virahanka (en)